# Jean-Baptiste Louvet de Couvray

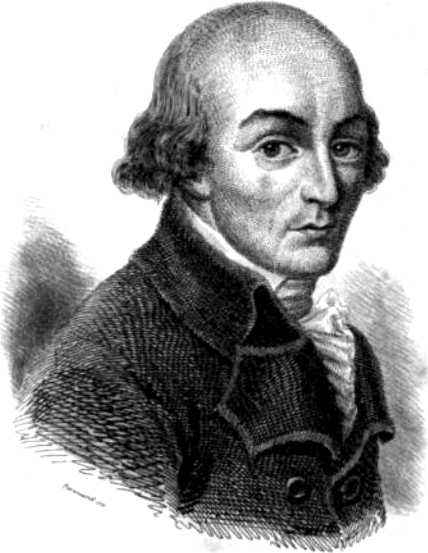
Jean-Baptiste Louvet de Couvray.

Jean-Baptiste Louvet de Couvray, född 12 juni 1760, död 25 augusti 1797, var en fransk författare och revolutionspolitiker.
Couvray skrev den mycket spridda erotiska romanen Les aventures du chevalier Faublas (1787–1790, svensk översättning 1851) och framträdde under franska revolutionen som Maximilien de Robespierres motståndare. Han proskriberades 1793, flydde och återvände till Paris efter Robespierres fall 1795, då han för en tid blev konventets president.